# Вишнева (Нижньогородська область)
Вишнева (рос. Вишневая) — присілок в Росії у складі Ардатовського району Нижньогородської області. Входить до складу Міхеєвської сільської ради.

## Історія
У 1965 році Указом Президії Верховної Ради РРСР село Тер-Клоповка перейменована у Вишнева.

## Населення
| 1999 | 2002 | 2010 |
| ---- | ---- | ---- |
| 65   | ↘53  | ↘36  |